# 51 Komenda Odcinka Bystrzyca Kłodzka
51 Komenda Odcinka Bystrzyca Kłodzka – samodzielny pododdział Wojsk Ochrony Pogranicza.
51 Komenda Odcinka sformowana została w 1945 w strukturze organizacyjnej 11 Oddziału Ochrony Pogranicza. We wrześniu 1946 odcinek wszedł w skład Wrocławskiego Oddziału WOP nr 11. W 1948, na bazie 51 Komendy Odcinka sformowano Samodzielny Batalion Ochrony Pogranicza nr 77.

## Struktura organizacyjna
Struktura organizacyjna przedstawiała się następująco:
- dowództwo, sztab i pododdziały przysztabowe – Bystrzyca Kłodzka[c]
- 235 strażnica w Bobrzy[d]
- 236 strażnica w Marynowie[e]
- 237 strażnica w Siedlisku
- 238 strażnica w Mostowicach
- 239 strażnica w Zieleńcu[f].